# 普里奥洛镇
普里奥洛镇（義大利語：Borgo Priolo）是意大利帕维亚省的一个市镇。总面积28.96平方公里，人口1415人，人口密度48.9人/平方公里（2009年）。国家统计（ISTAT）代码为018016。